# Episodi di Nobuta o produce
Il dorama autunnale di Nippon Television è ispirato all'omonimo romanzo del 2004. In Italia è inedita.
| Nº | Titolo internazionale Giapponese 「Kanji」 - Rōmaji                                                                   | In onda          | In onda |
| Nº | Titolo internazionale Giapponese 「Kanji」 - Rōmaji                                                                   | Giapponese       |         |
| 1  | Making the bullied transfer student popular 「いじめられっこ転校生を人気者に」 - Ijimerarekko Tenkōsei o Ninkimono ni | 15 ottobre 2005  |         |
| 2  | (Secret) Master plan: Beautiful 「（秘）キレイ大作戦」 - Kirei Daisakusen                                             | 22 ottobre 2005  |         |
| 3  | Culture festival of horror 「恐怖の文化祭」 - Kyōfu no Bunkasai                                                       | 29 ottobre 2005  |         |
| 4  | The tactics of a love confession 「恋の告白作戦」 - Koi no Kokuhaku Sakusen                                           | 5 novembre 2005  |         |
| 5  | A nightmare date 「悪夢のデート」 - Akumu no Deto                                                                     | 12 novembre 2005 |         |
| 6  | The adolescence of parents and children 「親と子の青春」 - Oya to Ko no Seishun                                       | 19 novembre 2005 |         |
| 7  | The boy who makes a girl cry 「女を泣かす男」 - Onna o Nakasu Otoko                                                   | 26 novembre 2005 |         |
| 8  | The true nature of bullying 「いじめの正体」 - Jime no Shōtai                                                         | 3 dicembre 2005  |         |
| 9  | Friends even if separated 「別れても友達」 - Wakarete mo Tomodachi                                                    | 10 dicembre 2005 |         |
| 10 | Springtime of life amigo 「青春アミーゴ」 - Seishun Amiigo                                                            | 17 dicembre 2005 |         |

1: 
Shuji, uno spigoloso adolescente alto e magro, in apparenza così socievole nei confronti dei suoi compagni (è sempre spigliato ed amichevole), ha un segreto che cela gelosamente all'interno del proprio cuore: in realtà la sua intera vita è basata sull'ipocrisia, la sua realtà è finzione. Quest'individuo simpatico e divertente, affabile e servizievole, proprio come tutti si aspettano da lui, è nient'altro che una superficiale maschera di buona educazione: lo fa perché "tra questi ragazzini che si divertono insieme io, l'unico tipo serioso, sarei il perdente della situazione." Trova sempre qualche buona scusa per sfuggire alle promesse a vuoto fatte precedentemente (non può dir di no ché non sarebbe gentile): cerca di starsene alla larga dalle altrui questioni personali, in quanto 'non sono affari miei.' 
Il suo piccolo rituale simbolico, ogni mattina prima di recarsi a scuola, è quello di andar a toccare il tronco del grande salice, unico albero ancora rimasto i piedi sulla riva del fiume; ma un giorno scopre che anche questo è sparito o, meglio, ch'è stato sradicato dagli operai che stanno scavando là attorno per lavori. Qui ha il suo primo incontro con Nobuko, conoscenza che si rivelerà decisiva per la sua futura presa di coscienza: "Dato che era un salice, non andava bene per impiccarsi... ondeggiava... e sembrava quasi come qualcosa che non appartenesse a questo mondo", gli dice quella strana ed inquietante ragazza. Scoprirà ben presto ch'ella è anche la sua nuova compagna di classe, assieme a Kusano (suo 'nemico naturale') la perfetta antitesi della propria maschera personale; questi scende le scale ondeggiando le mani come fosse una farfalla e parla di Nietzsche.
Mentre sta mangiando per forza (ma fintamente allegro) i broccoli che Mariko gli ha portato per pranzo, a Shuji capita di dover aiutare per la prima volta Nobuko, a cui le ragazze hanno gettato per terra il bentō. In seguito è costretto ad accompagnar a casa Kusano che ha perduto le chiavi della bicicletta. A casa Shuji è molto diverso da come appare fuori agli occhi di tutti gli altri, e questa cosa la conosce bene il fratellino; si lega difatti i capelli in cima alla testa, gli piace rammendare, cucire a mano ed il luogo in cui preferisce fare toalette e lavarsi i denti è il tetto della casa (accanto all'antenna TV e alla caldaia dell'acqua), lontano da ogni sguardo; finalmente libero d'essere realmente se stesso.
Accortisi degli scherzi sempre più pesanti a cui la nuova arrivata è sottoposta da Bando e il suo gruppetto di amiche, Shuji con alle calcagna l'invadente Kusano si trova sul terrazzo della scuola per decidere il da farsi: dopo aver condotto lì anche Nobuko provano a farle cambiar atteggiamento: "Perché non ti comporti in maniera un po' più normale? Come ad esempio provare ad inserirti con gli altri? Se cambiassi, anche solo di poco, potresti esser un po' diversa, e quindi smetteresti di esser maltrattata e presa in giro dagli altri. Non arrenderti senza provarci! Non decidere di non cambiare niente di te senza nemmeno provarci. In fondo tutti noi dobbiamo vivere la nostra vita in questa piccola scuola." "Non posso cambiare niente di me! Anche se credessi nelle belle frasi, tipo 'se apri il tuo cuore, la gente ti capirà' e provassi a farlo, mi sentirei triste per questo. Ormai sono abituata ad esser maltrattata; è sempre stato così, e probabilmente lo sarà sempre."
A questo punto a Shuji viene in mente un'idea brillante: la portano alla libreria dove solo le 'belle persone' possono leggere e fanno saper a tutti che Nobuko ha potuto leggere liberamente per più di 2 ore, come non è mai riuscito a nessuno tranne che a Mariko. Tramite quest'espediente la sua popolarità improvvisamente sembra positivamente decollare.
Mentre si trova a dover aiutare la vicepreside nei lavori di pulizia, Shuji scopre in una stanza adibita a magazzino scolastico, tra vecchie cose ammucchiate e gettate lì in stato d'abbandono, due 'mani di scimmia.' Con esse si posson esprimer ben 3 desideri, basta gridarli ad alta voce, gli dice 'Catherine': una me la tengo io e l'altra è per te. Il 1° desiderio di Shuji è che "il mio salice stia bene ovunque esso si trovi"; il 1° desiderio di Catherine è che "i capelli del preside diminuiscano giorno dopo giorno, fino a diventar completamente calvo!" Incontratala per strada la vicepreside dona a Nobuko la mano di scimmia e la ragazza immediatamente esprime il suo desiderio: "fa in modo che Bando sparisca da questo mondo!".
Poco dopo Shuji vede il salice trasportato in barca lungo il fiume, lo stanno portando da qualche altra parte perché possa continuare a vivere: il suo desiderio si è avverato e "forse addirittura gli faranno attraversare l'oceano". Appena lo viene a sapere Nobuko esprime l'ultimo desiderio disponibile: "per favore cancella il mio desiderio di voler far sparire Bando dal mondo. Io voglio vivere in questo mondo dove esiste anche lei." 